# Steven Hale
Steven Hale, född den 9 september 1963, är en brittisk orienterare som tog VM-silver i stafett 1993, blev nordisk mästare i stafett 2001 samt svensk mästare på medeldistans och långdistans 1997.